# Chiesa di San Lorenzo ai Monti
La chiesa di San Lorenzo ai Monti o de Ascesa, detta anche San Lorenzolo per le sue piccole dimensioni, sorgeva a Roma, al clivus Argentarius, vicino a via Macel de' Corvi, e fu demolita nel XX secolo.

## Storia
Era intitolata a san Lorenzo, diacono e martire, e conservava un'urna d'argento con parte delle sue ceneri.
In una bolla di papa Innocenzo III del 1199 la chiesa è ricordata tra le dipendenze di quella dei Santi Sergio e Bacco al Foro Romano.
Papa Sisto V le assegnò le rendite dell'abbattuta chiesa di San Nicolò de Macello.
Nel 1704 la chiesa fu affidata alla congregazione dei Pii Operai, che la lasciarono nel 1732 per trasferirsi in San Giuseppe alla Lungara.
Aveva dignità parrocchiale.
Fu abbattuta nel 1933, in occasione della costruzione di via dei Fori Imperiali.